# Nedungādu
Nedungādu är en ort i Indien.   Den ligger i distriktet Kāraikāl och delstaten Puducherry, i den södra delen av landet, 2 000 km söder om huvudstaden New Delhi. Nedungādu ligger 8 meter över havet och antalet invånare är 15 406.
Terrängen runt Nedungādu är mycket platt.  Närmaste större samhälle är Kāraikāl, 9,2 km sydost om Nedungādu. Trakten runt Nedungādu består till största delen av jordbruksmark.